# Amina Temar
Amina Temar –en árabe, أمينة تمار– (nacida el 30 de septiembre de 1989) es una deportista argelina que compitió en judo. Ganó una medalla de bronce en los Juegos Panafricanos de 2011, y tres medallas de bronce en el Campeonato Africano de Judo entre los años 2009 y 2012.

## Palmarés internacional
| Juegos Panafricanos | Juegos Panafricanos     | Juegos Panafricanos | Juegos Panafricanos |
| Año                 | Lugar                   | Medalla             | Categoría           |
| ------------------- | ----------------------- | ------------------- | ------------------- |
| 2011                | Maputo (Mozambique)     | Medalla de bronce   | –78 kg              |
| Campeonato Africano |                         |                     |                     |
| Año                 | Lugar                   | Medalla             | Categoría           |
| 2009                | Puerto Louis (Mauricio) | Medalla de bronce   | Abierta             |
| 2011                | Dakar (Senegal)         | Medalla de bronce   | Abierta             |
| 2012                | Agadir (Marruecos)      | Medalla de bronce   | –78 kg              |